# Saliouse
La Saliouse est un cours d'eau de France dans le département de l'Ardèche, en région Auvergne-Rhône-Alpes et un affluent de l'Eyrieux, donc un sous-affluent du Rhône.

## Géographie
La Saliouse prend sa source sur la commune de Borée dans l'Ardèche.
Longue de 19,2 kilomètres, elle se jette dans l'Eyrieux au niveau de Saint-Martin-de-Valamas.

## Communes traversées
Dans le seul département de l'Ardèche, la Saliouse traverse six communes :
- Borée, La Rochette, Saint-Clément, Chanéac, Lachapelle-sous-Chanéac, Saint-Martin-de-Valamas.

## Affluents
La Saliouse a trois affluents référencés :
- le ruisseau de Praforos,
- le ruisseau de Pranou,
- l'Azette